# Josef Pecinovský (kněz)
Josef Pecinovský (* 24. listopadu 1963, Vlašim) je český římskokatolický duchovní, kanovník sv. Jakuba - apoštola, je děkanem Kolegiátní kapituly Nanebevzetí Panny Marie na hradě Karlštejně a farářem ve farnosti u kostela Nanebevzetí Panny Marie Praha-Modřany

## Životopis

### Mládí a vzdělání
Narodil se v roce 1963 ve Vlašimi a tamtéž v roce 1982 maturoval na Střední průmyslové škole strojnické. Absolvoval základní vojenskou službu a poté vystudoval Cyrilometodějskou římskokatolickou bohosloveckou fakultu v Praze se sídlem v Litoměřicích.

### Kněžské působení
Dne 24. června 1989 byl Josef Pecinovský vysvěcen na kněze Františkem kardinálem Tomáškem v pražské katedrále svatého Víta, Václava a Vojtěcha. Byl kaplanem v Karlových Varech (1989–1991), farářem v Benátkách nad Jizerou (1991–1994), farářem v Řevnicích (1994–2001) a farářem v Berouně (2001–2012). V letech 1996–2012 zastával úřad okrskového vikáře Berounského vikariátu a v období od 1. listopadu 2015 do 31. srpna 2018 byl vikářem Třetího pražského vikariátu. Od roku 2012 je P. Mgr. Josef Pecinovský farářem ve farnosti u kostela Nanebevzetí Panny Marie v Praze-Modřanech.
Dne 1. srpna 2004 byl jmenován kanovníkem u Kolegiátní kapituly Nanebevzetí Panny Marie na hradě Karlštejně a 6. února 2006 se stal děkanem této kapituly.

### Zájmy a záliby
Mezi záliby P. Josefa Pecinovského patří cestování a kvalitní hudba.